# Teatro Leopoldo Fróes
Teatro Leopoldo Fróes, teatro atualmente fechado, na Praça da República, Centro de Niterói. Recebeu centenas de eventos culturais nas quatro décadas de sua existência (1967 - 1990). Na década de 1980 vive anos de ouro, com grande papel para lançamento de estrelas da MPB. Em 1990, o teatro fecha para reformas e não mais reabre, tendo sua posse retornado à Mitra Arquidiocesana, no ano seguinte, após batalha judicial. Atualmente, no edifício funcionam algumas atividades ligadas a Mitra. Destaca-se que o teatro foi palco para grupos de teatro infantil, para ensaios de um teatro experimental, além de importante espaço de teatro escola, que evidencia a importância e o papel que o teatro teve para a cultura da cidade.
Fundado inicialmente com o nome de Teatro Alvorada, através do arrendamento em 1967 o Edifício Dom João da Matta, um centro social e assistencial pertencente a Mitra Arquidiocesana de Niterói, que na segunda metade da década de 1960 vê diminuir suas atividades. Após seu fechamento pela polícia política em 1972 e o fim do prazo de arrendamento, a Prefeitura arrenda o prédio, e em 1973, reforma e rebatiza o teatro de Leopoldo Fróes, teatrólogo natural de Niterói.

## História

### Centro social
A Mitra Arquidiocesana de Niterói recebera doação do terreno, em 1947, do Governo do Estado do Rio de Janeiro, de área vazia remanescente no conjunto da Praça da República, para construir um centro social e assistencial. O edifício, também conhecido como  Edifício Dom João da Matta, será o único no conjunto da Praça da República, junto do edifício construído pela Associação Médica Fluminense, popularmente conhecido como Parthenom, em posse de órgãos privados, e tal como, foi construído em área doada pelo Estado. Embora seu terreno tenha sido doado na gestão de Dom José Pereira Alves, foi Dom João da Matta que comandou as obras, iniciadas em 1949 e concluídas em 1952. Na década de 1960, as atividades sociais do centro diminuem. 

### Teatro Alvorada
Em 1966, a Associação Recreativa Comércio e Navegação, ligada ao Sindicato dos Marítimos e Operários Navais arrendou o espaço para transformar o que era um auditório em um teatro. À frente do projeto, o desenhista e projetista do estaleiro Mauá, Albino Ferreira dos Santos, foi o seu primeiro e único diretor. 
Desde sua inauguração, o Teatro Alvorada se tornou um ponto de referência para a cidade, sendo palco de vários e diferenciados espetáculos. Com capacidade para 434 espectadores, de 1967 a 1972, abrigou muitos espetáculos para a casa, tornando-se o berço do teatro infantil de Niterói. Seis meses antes do fim do contrato de arrendamento do teatro, seu diretor foi suspenso do estaleiro onde trabalhava. Em janeiro de 1973, DOPS lacra o teatro. 

### Teatro Leopoldo Fróes
O teatro permaneceu fechado até outubro de 1973, quando foi reinaugurado, ganhando o nome de Leopoldo Fróes, pelo extinto Instituto Niteroiense de Desenvolvimento Cultural, em 1973. O projeto, elaborado pelo Instituto, aproveitou parcialmente as instalações do Teatro Alvorada.
Foi nesse teatro que nomes da MPB se revelaram, como, Zélia Duncan, Almir Satter e Marcos Sabino. Outros tantos deslancharam sua carreira, como, Zizi Possi, Elba Ramalho, Jards Macalé e Pepeu Gomes. Lá também estiveram peças de teatro com atores renomados, podendo a platéia niteroiense assistir a sucessos como  Tudo bem no ano que vem, com Tarcisio Meira e Glória Menezes; Pato com Laranja, estrelado por Paulo Autran; e a primeira montagem de Blue Jeans. 
Com grande efervescência cultural da década de 1980, suas instalações estavam sempre necessitando de reparo. Ao longo dos anos, o prédio sofreu com o descaso. Uma obra de grande porte nunca foi feita e as poucas realizadas. 

### Fechamento e retomada do imóvel
Precisando de novas reformas, o teatro foi fechado em 1990, apesar de diversas manifestações da classe artística de Niterói em favor da reativação do espaço cultural. Houve, na época, uma manifestação que ficou conhecida como SOS Leopoldo Fróes. 
Em 1991, a Mitra Diocesana retomou o imóvel alugado à Prefeitura, e, para isso,travaram uma batalha judicial. Porém, descartado o funcionamento como sala de espetáculos para apresentações teatrais, Embora constituísse em referência para a cidade.

### Atividade recente
Até 2021, o prédio vinha sendo utilizado pela Mitra Arquidiocesana de Niterói, proprietária do espaço, para abrigar atividades como a Pastoral da Criança, o Coral Arquidiocesano, a Pastoral Carcerária, o Núcleo dos Alcoólicos Anônimos, a Confederação Mariana e outras atividades religiosas. Porém, em 10 de fevereiro de 2021, um incêndio de grandes proporções atingiu o edifício, que desde então está fechado. Em 2025, uma invasão de pessoas em situação de rua e usuários de drogas no local foi desfeita pela Prefeitura de Niterói.